# Jardín de São Pedro de Alcântara
El Jardín de São Pedro de Alcântara es un jardín situado en Lisboa, en la freguesia de Misericórdia. Fue construido en 1864, en dos bancales.
Tiene una área de 0,6 ha. Se sitúa en la Calle de São Pedro de Alcântara, cerca del Barrio Alto. El jardín tiene un pequeño lago y un mirador, que ofrece una imponente vista al este de Lisboa avistándose parte de la zona Baja de Lisboa y del margen sur del río Tajo.
Existe un mapa en azulejos junto a la balaustrada, que ayuda a identificar algunos sitios de Lisboa. El panorama se extiende desde las murallas del Castillo de Son Jorge rodeado por los árboles y de la Catedral de Lisboa (siglo XII), unas las colinas al suroeste, hasta la Iglesia de la Penha de Francia del siglo XVIII, al noroeste. También es visible el grancomplejo de la Iglesia de la Gracia, mientras que São Vicente de Fora es reconocible por las torres simétricas alrededor de la fachada blanca.
Los bancos y las sombras de los árboles hacen del mirador un lugar muy agradable. Para llegar hasta al mirador puede optar por subir la Calzada de la Gloria o subir por el Ascensor de la Gloria que lo deja muy cerca del mirador.
En el jardín, el monumento de autoría de Costa Motta (tío), erguido en 1904, representa Eduardo Coelho fundador del periódico Diario de Noticias, acompañado de un repartidor callejero que vende el famoso periódico.

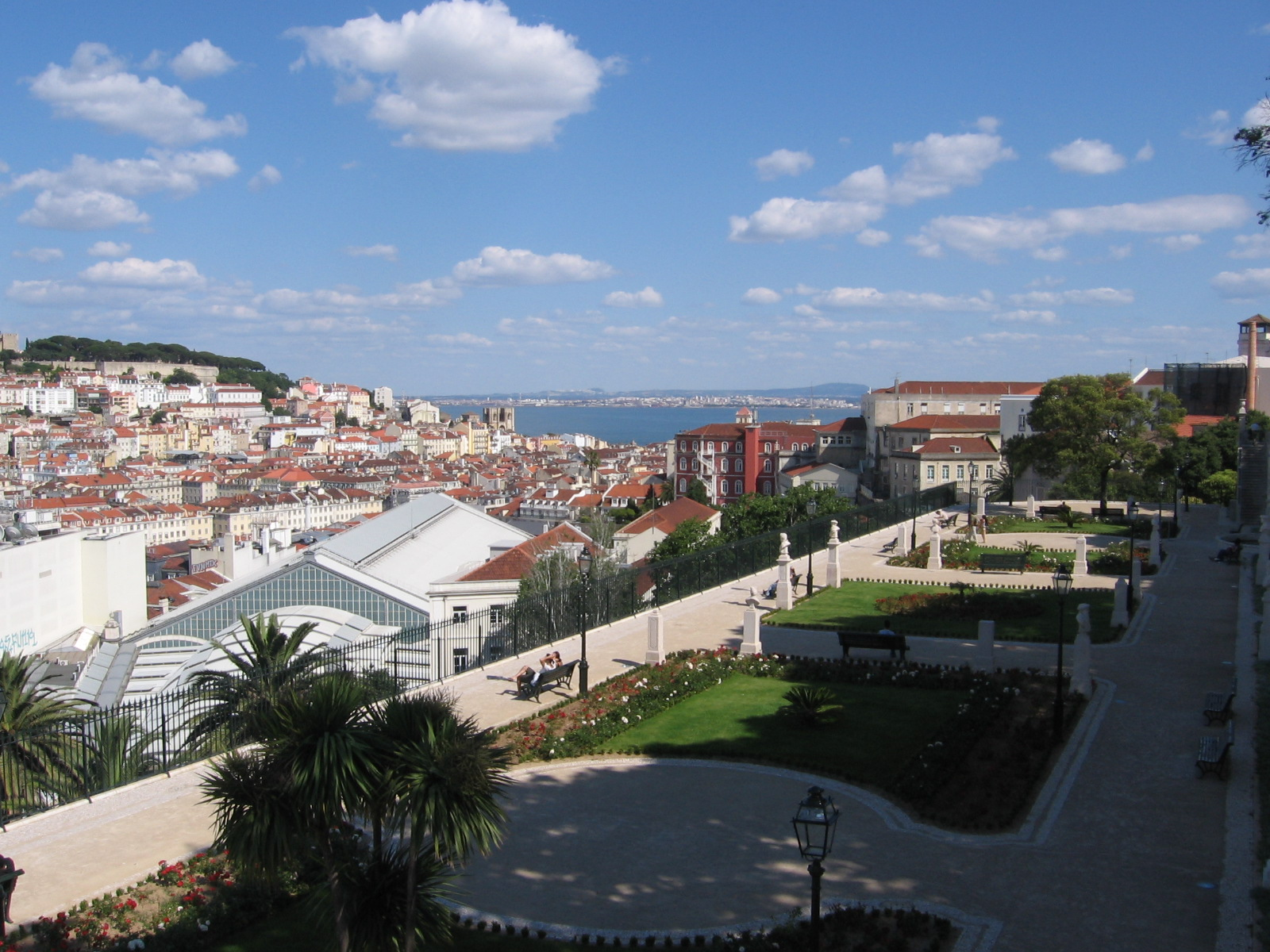
Vista para el Castillo de Son Jorge, la Sé y el Río Tejo. Plataforma inferior del jardín

## Vistas
La vista es más imponente al atardecer y por la noche, cuando el Castillo y la Catedral están iluminados, y el mirador es un popular punto de encuentro para los jóvenes lisboetas.